# Litxi

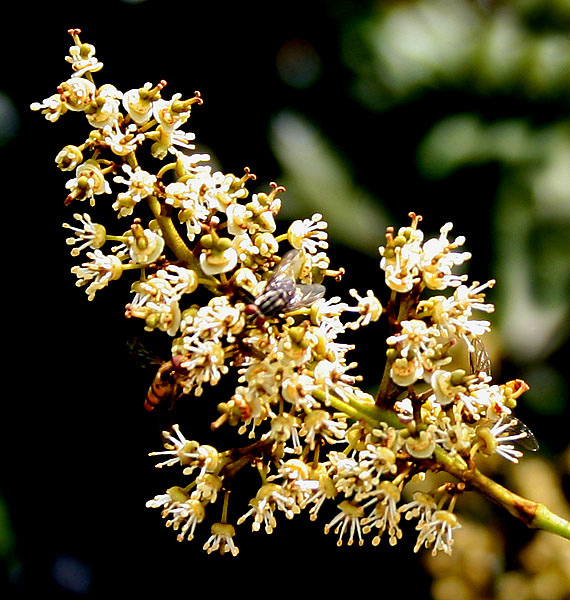
Inflorescència de litxi

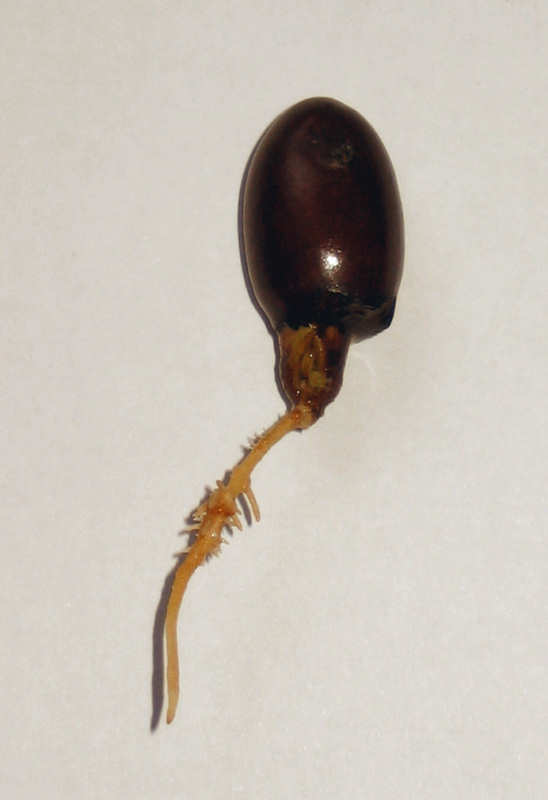
Llavor de litxi germinada

El litxi (Litchi chinensis) és l'única espècie del gènere monotípic Litchi dins la família de les sapindàcies (Sapindaceae). És una planta amb flors nativa de les zones tropicals del sud-est asiàtic, la Xina, Indoxina, Malèsia i Nova Guinea.

## Descripció
És un arbre perenne de mida mitjana, normalment ateny uns 10 o 12 metres. Les fulles són compostes i pinnades, amb folíols el·líptics o lanceoloats de fins a 15 cm, habitualment disposats de manera alterna. Les flors són petites, d'entre 3 i 6 mm, s'agrupen en inflorescències que són agrupacions de panícules de fins a 40 cm de llargària i apareixen en els brots nous. Les nombroses flors no tenen pètals, només uns 4 o 5 sèpals que formen el calze i poden ser de tres tipus. Flors funcionalment masculines amb un androceu format per 6-8 estams i sense òvuls, flors hermafrodites funcionalment femenines amb 6-8 estams i un gineceu format per un pistil amb dos carpels i un estigma i un tercer tipus, també masculines amb l'androceu format per 6-8 estams però amb un pistil sense estils ni estigma. La pol·linització acostuma a ser entomòfila. El fruit és una drupa arrodonida, d'uns 4 cm d'amplada i uns 5 de llargària, que triga entre 80 i 112 dies en madurar. La part externa del fruit és una capa força rígida, generalment rugosa i de color vermellós a la maturitat. La part comestible és un aril que embolcalla la llavor, marronosa, de forma allargada i d'una mida d'entre 1 i 3,3 cm de llargària i de 0,6 a 1,2 cm d'amplada. L'aril és de color blanquinós, dolç i lleugerament àcid, recorda el raïm.

## Taxonomia
Aquesta espècie va ser descrita per primer cop l'any 1782 al segon volum de l'obra Voyage aux Indes orientales et à la Chine del naturalista francès Pierre Sonnerat (1748-1814).

### Subespècies
Dins d'aquesta espècie es reconeixen les tres subespècies següents:
- Litchi chinensis subsp. chinensis: Xina, Indoxina, Borneo i Filipines.[8]
- Litchi chinensis subsp. javensis Leenh.: illa de Java[9]
- Litchi chinensis subsp. philippinensis (Radlk.) Leenh. Filipines i Borneo.[7]

### Sinònims
Els següents noms científics són sinònims de Litchi:
- Sinònims homotípics

- Scytalia Gaertn.

- Sinònims heterotípics

- Corvinia Stadtm. ex Willemet
- Euphoria Comm. ex Juss.
- Laetji Osbeck ex Steud.

Els següents noms científics són sinònims homotípics de Litchi chinensis:
- Nephelium chinense (Sonn.) Druce
- Scytalia chinensis (Sonn.) Gaertn.

## Conreu
El conreu del litxi, iniciat al sud-est de la Xina és molt antic, l'arbre més vell que se'n conserva té una edat d'uns 1250 anys. Està documentat que durant la dinastia Song hi havia una gran demanda de litxis a la cort imperial i el seu conreu era una activitat lucrativa. A partir d'estudis genòmics s'ha estimat que la domesticació es va fer iniciar de manera separada a dues zones de la Xina, Yunnan i Hainan. Mentre que les varietats cultivars més desenvolupades s'haurien creat per hibridació a Guangdong.
Els litxis es produeixen en més d'una vintena de països. Xina és, amb molta diferència, el principal productor de litxis, aporta més del 80% de la producció total. Altres productors importants són l'Índia, Vietnam, Madagascar i Tailàndia.